# Ferdinand Kahn
Ferdinand Kahn (* 6. September 1886 in Augsburg; † 26. März 1951 in Hollywood) war ein deutscher Rechtsanwalt, Schriftsteller und Journalist. Er praktizierte bis 1939 in München als Rechtsanwalt und war von 1914 bis 1933 Mitarbeiter der Meggendorfer-Blätter und der Fliegenden Blätter. 1939 emigrierte er nach Los Angeles. Dort arbeitete er in einer Keramikwerkstatt und war als Vorstandsmitglied des „Jewish Club of 1933“ und als Redakteur bei der Exilzeitschrift Aufbau tätig.

## Leben

### Herkunft
Ferdinand Kahn wurde am 6. September 1886 in Augsburg geboren. Seine Eltern waren der in Germersheim geborene August Kahn (1852–1907) und die in Fürth geborene Hedwig Kahn, geb. Klein (1862–1943), beide jüdischer Abstammung. Die Familie wohnte zuerst in Augsburg, nach der Versetzung des Vaters in Landshut und ab 1899 in München.

#### Vater

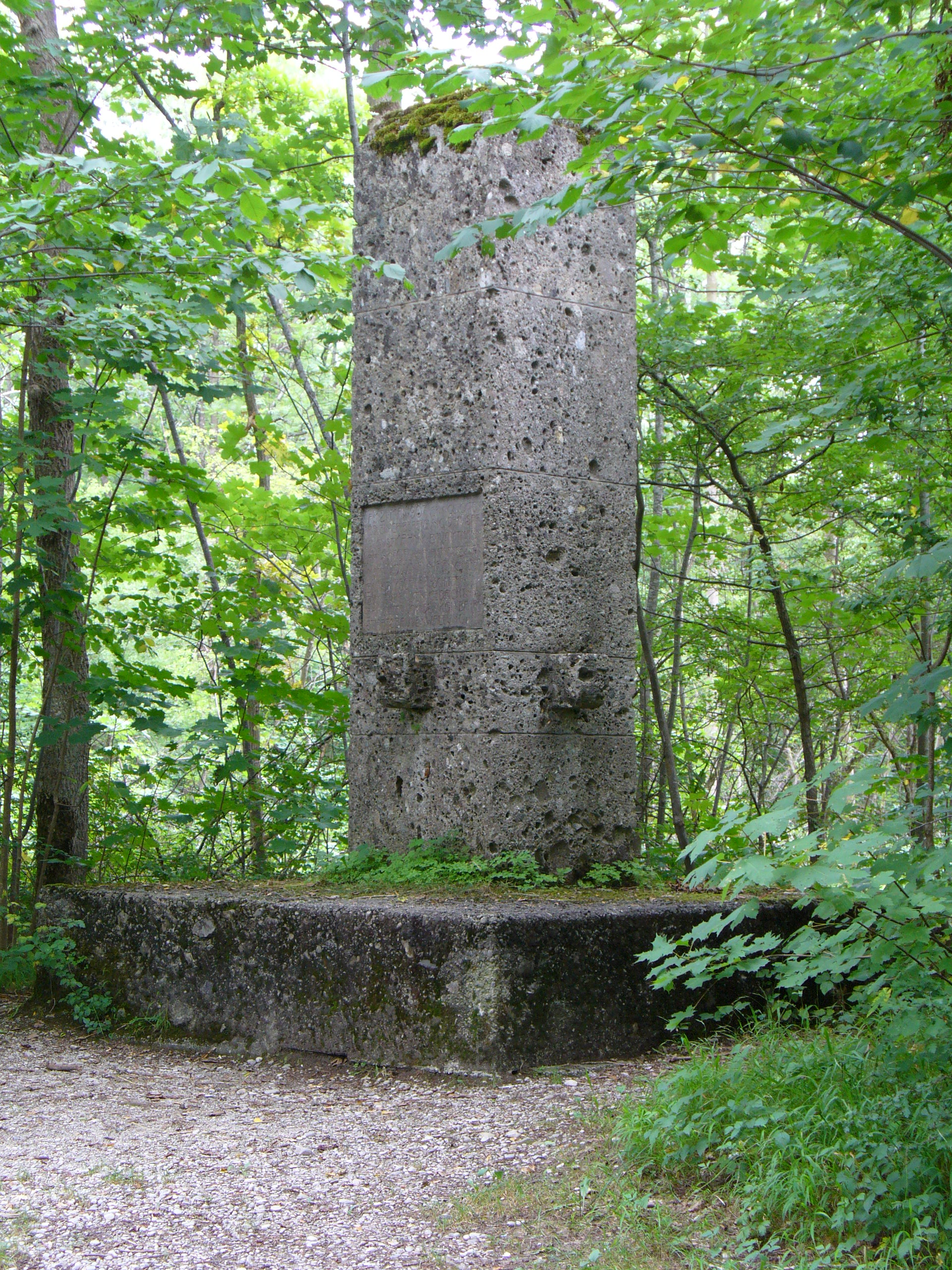
Gedenkstein bei Ismaning für die Opfer des Floßunglücks von 1907

Kahns Vater war Beamter in der königlichen Staatsbauverwaltung. Nach Stellen in Augsburg und Landshut wurde der Regierungs- und Kreisbauassessor 1899 nach München in das Kreisbaureferat versetzt und 1903 als Bauamtmann in das Straßen- und Flussbauamt berufen. Bei einer dienstlichen Floßfahrt auf der Isar ertrank der Vater des zwanzigjährigen Ferdinand Kahn 1907 zusammen mit der übrigen Besatzung.

#### Mutter
Nach dem Tod ihres Mannes zog Hedwig Kahn mit ihrem Sohn in seinen Geburtsort nach Augsburg in die Schellingstraße 3/4 r, wo sie mindestens bis 1908 wohnten. Spätestens 1913 zogen Mutter und Sohn wieder zurück nach München. Dort wohnten sie, spätestens ab 1926, zusammen in der Leopoldstraße 56a. Henri Nannen, der spätere Herausgeber und Chefredakteur der Zeitschrift „Stern“, begann 1933 in München sein Studium und wurde Untermieter bei den Kahns, die offenbar in gutbürgerlichen Verhältnissen lebten (Hedwig Kahn beschäftigte eine Wirtschafterin). Es ist nicht bekannt, ob Hedwig Kahn nach der Emigration ihres Sohnes 1939 weiter in ihrer alten Wohnung blieb. Im Alter von fast achtzig Jahren wurde Kahns Mutter am 26. Juni 1942 von München in das KZ Theresienstadt deportiert, wo sie am 4. Mai 1943 ermordet wurde.

### Studium
Kahn begann nach dem Abitur 1905 am Wilhelmsgymnasium München das Studium der Rechtswissenschaften im Sommersemester 1906 in München, wechselte zum Wintersemester 1908/1909 nach Lausanne und dann nach Erlangen, wo er 1912 mit einer Dissertation über das Urheberrecht zum Dr. jur. promovierte und die juristische Staatsprüfung ablegte.

### Berufsleben

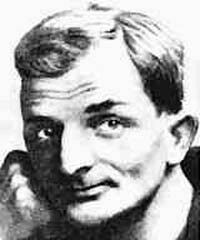
Joachim Ringelnatz, vor 1925

1913 erhielt Kahn in München die Zulassung als Rechtsanwalt und eröffnete eine Kanzlei am Maximiliansplatz 12b, ab 1938 in der Theatinerstraße 32.
Außerdem nahm er die Stelle eines Syndikus beim Verband der Bayerischen Kleiderfabriken an. Nebenher arbeitete er als freier Schriftsteller für die Meggendorfer-Blätter und die Fliegenden Blätter. Er wohnte zusammen mit seiner Mutter Hedwig Kahn in der Leopoldstraße 56a in München-Schwabing. „Zweimal ums Eck, an der Türkenstraße 57, lag das legendäre Lokal Alter Simpl“, wo Kahn gern verkehrte und „gelegentlich kabarettistische Einlagen gab“. Dort lernte er während seines Studiums auch Joachim Ringelnatz kennen, mit dem zusammen er 1910 „ein lustiges Märchen mit Bildern“ herausgab. Als Ringelnatz 1920 heiratete, schickte er Kahn und seiner Mutter ein Billett: „… teile ich an allen Gliedern bebend mit, dass ich mich am 7. August ohne Geld, ohne Wohnung und ohne Verstand mit Frl. L. P. verheirate.“
1910 drehte der deutsche Filmpionier Peter Ostermayr seinen ersten Film, das kurze Melodrama „Die Wahrheit“. Als Drehvorlage diente ein Manuskript, das Ferdinand Kahn und der Lustspielautor Wilhelm C. Stücklen aus ihrem gleichnamigen Bühnenstück entwickelten. Ostermayr fand jedoch keinen Verleih für den Film, und so misslang auch Kahns erster Versuch, beim Film Fuß zu fassen. In der Emigration in Hollywood, drei Jahrzehnte später, scheiterte Kahns Vorhaben, sich als Drehbuchautor zu etablieren, an der unterschiedlichen kulturellen Mentalität der Amerikaner.

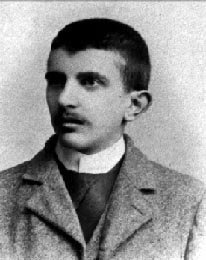
Erich Mühsam als junger Mann

Kahn wurde wahrscheinlich nicht zum Kriegsdienst eingezogen, denn zwischen 1914 und 1916 wurde er mehrmals auf Bitte des anarchistischen Publizisten Erich Mühsam rechtsanwaltlich tätig:
- für die kleptomanisch veranlagte Schriftstellerin und Kabarettistin Emmy Hennings
- für die Tänzerin Margot Jung geb. Hader (1886–1981)
- und für den zwielichtigen ehemaligen Züricher Gewerkschaftssekretär Karl Erdmann, der sich als Waffenschieber entpuppte.

In seinem Tagebuch notierte Mühsam am 16. Februar 1915:

„Der Rechtsanwalt Kahn ist eine sehr vielseitige Persönlichkeit. Außer seiner Jurisprudenz betreibt er auch die Dichtkunst und schreibt massenhaft leicht singbare Kuplets und Operettentexte. Außerdem ist er Redakteur bei den Meggendorfer Blättern und begründet jetzt eine Herren-Modezeitschrift … Originell genug wird die Schneiderzeitung jedenfalls werden, da Kahn mich zu einem Artikel für die Eröffnungsnummer gekeilt hat …“

Die Modezeitschrift sollte unter dem Titel „Die Rundschau des Herrn“ erscheinen, aber alle Bemühungen Kahns, bei dem Verleger der Zeitschrift Mühsams Honorar einzutreiben, waren umsonst. Allem Anschein nach ist die Zeitschrift nie erschienen.

### Naziterror
Nach der Machtergreifung der Nationalsozialisten 1933 wurden in den Fliegenden Blättern keine Arbeiten von Kahn mehr veröffentlicht. In der Reichskristallnacht vom 9. auf den 10. November 1938 wurde Kahns Kanzlei in der Theatinerstraße 32 geplündert. Vom 10. November bis zum 19. Dezember 1938 wurde er im KZ Dachau interniert. Rabbi Jacob Sonderling berichtete 1951 am Grab von Ferdinand Kahn: „Männer, die mit ihm die furchtbare Zeit im Konzentrationslager verbrachten, bestätigen, dass er auch dort der heitere Tröster seiner Leidensgenossen gewesen sei.“ Mit Wirkung ab dem 1. Dezember 1938 wurde Kahn wie allen übrigen jüdischen Rechtsanwälten die Zulassung entzogen.
Der in Beverly Hills lebende Schriftsteller Bruno Frank, den Kahn wohl im Alten Simpl in Schwabing kennengelernt hatte, erfuhr von seiner Bedrängnis durch die Nazis und schickte ihm „das rettende Affidavit“. In seinem Nachruf auf Bruno Frank erinnerte sich Kahn 1945:

„Ich war eben aus dem Konzentrationslager Dachau gekommen. Noch gejagt und gepeinigt von dem Gebrüll des entlassenden Wüterichs: „Nun aber schieb aus Deutschland – sonst holen wir dich wieder und dann kommst du nicht mehr heil raus!“ Ja – ich wollte – doch wie – wohin? – Er hatte kaum von meiner Not erfahren und schon kam mit schneller Post das rettende Affidavit! Und meine alte Mutter weinte vor Rührung und Dankbarkeit: Ein wirklicher Freund, Bruno Frank, ein wirklicher Freund!“

Im Juli 1939 reiste Kahn nach London, wo er seinen Münchener Freund Carl Rössler wieder traf und mit ihm zusammen an einem Theaterstück arbeitete. Schließlich emigrierte er von England aus in die USA. 1940 wurde Kahn die deutsche Staatsbürgerschaft aberkannt.

### Exil

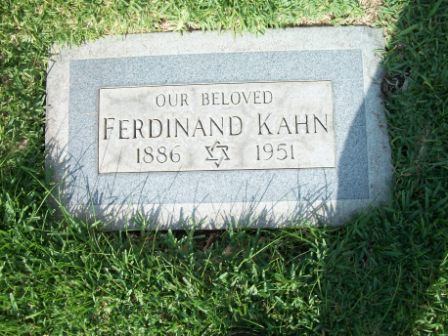
Grabstein Ferdinand Kahns, 2012

Ferdinand Kahn emigrierte in der zweiten Hälfte des Jahrs 1939 nach Los Angeles und ließ sich dort in Hollywood nieder. Seine Wohnung befand sich (spätestens ab 1944) in einem Bungalow am Hollywood Boulevard, in dem auch die Schauspielerin Ilka Grüning wohnte. Das „rear-house“ im „pärkchen-ähnlichen Garten“ bewohnte „das weltbekannte Variété-Universalgenie Sylvester Schäffer“.
Nach der Ankunft in der neuen Heimat sah sich Kahn mit dem Problem konfrontiert, einen passenden Broterwerb zu finden. Als deutscher Rechtsanwalt stand er erst einmal vor dem Nichts. In seinem Nachruf auf Ferdinand Kahn berichtet Friedrich Porges 1951: „Vor zwölf Jahren kam er nach Hollywood und versuchte zunächst, in seinem »Nebenberuf« zu wirken. Aber sein europäischer Esprit erwies sich, wie in so zahlreichen ähnlichen Fällen, als der hiesigen Mentalität (vornehmlich im Film) nicht anpassbar. Er wäre ein blendender »gagman« geworden. Aber die Studios machten keinen Gebrauch von seinem Humor.“ Kahn blieb daher anfangs nichts übrig, als sich mit Hilfsarbeiten durchzuschlagen. Wenn man die Glosse „Dishwasher“ (Tellerwäscher) wörtlich nehmen kann, war Kahn im Herbst 1941 noch Tellerwäscher in einem Hotel. Auch ein paar Monate danach trieb ihn das Thema der Stellensuche noch immer um, als er in einer anderen Glosse Hobbys als Grundlage für einen Brotberuf empfiehlt.
Später war er als Arbeiter in der Keramikwerkstatt von Hedi Schoop (1906–1995) tätig. Die gebürtige Schweizer Bildhauerin war ursprünglich Kabarettistin und Tänzerin und emigrierte 1933 mit ihrem ersten Mann Friedrich Hollaender von Berlin in die USA. Nach dem Scheitern eines Kabarettprojekts, das sie mit ihrem Mann aufzog, wandte sie sich der Bildhauerei zu. Sie begründete in Hollywood eine Keramikwerkstatt, durch die sie sehr bekannt und erfolgreich wurde. In den späten 1940er Jahren beschäftigte die Werkstatt über 50 Mitarbeiter und produzierte jährlich 30.000 Geschenkartikel. Im Nebenberuf arbeitete Kahn als Redakteur für die Exilzeitschrift Aufbau und betätigte sich aktiv im „Jewish Club of 1933“.
Anfang 1944 stellte Felix Guggenheim, der Präsident des Jewish Club of 1933, in einer Mitgliederversammlung fest: „Die meisten Mitglieder des Clubs – auch die älteren – haben heute recht ordentlich bezahlte Stellen, die jeder – auch ein Ungelernter – leicht ausfüllen kann.“ Dies traf wohl auch auf Kahn zu, der damals 60 Jahre alt war.

### Lebensabend
Ein Jahr vor seinem Tod musste sich Kahn wegen Bauchspeicheldrüsenkrebs einer Operation unterziehen, die ihm jedoch nur einen kurzen Aufschub verschaffte. Am Ostermontag, dem 26. März 1951 verstarb der unverheiratete Ferdinand Kahn im Alter von 64 Jahren in Hollywood. Er wurde am 30. März 1951 auf dem Hollywood Forever Cemetery in Hollywood beerdigt. In seiner Trauerrede schilderte Lothar Frank, ein Bruder des Schriftstellers Bruno Frank, den Verstorbenen „Ferdi“ als einen schlichten, bescheidenen Menschen, in dem eine große Seele wohnte. Der Rabbi Jacob Sonderling „hob in seiner Rede hervor, dass Ferdinand Kahn ein Mensch war, der den Mut zur Freude hatte“ und pries seine Hilfsbereitschaft.

## Werk
Ferdinand Kahn, „einer der liebenswürdigsten, lebensfrohesten und feinsten Intellektuellen der Immigration“, war ein Humorist, der seinen Mitmenschen durch seine Gedichte und Glossen Freude bereiten wollte. „Er schrieb viel und Ausgezeichnetes, obwohl er es bloss im Nebenberuf tat. Im Hauptberuf war er Rechtsanwalt. In seinem Herzen war er ein Dichter und Künstler.“ Der unehrgeizige Schriftsteller brachte nie einen Gedichtband oder eine Sammlung seiner Glossen heraus, offenbar genügte es diesem Meister der kleinen Form, wenn er seine Werke dem vergänglichen Medium der Zeitschriften anvertrauen konnte.

### Anfänge
Wie fast alle jungen Dichter war Ferdinand Kahn anfangs vergeblich auf der Suche nach einem Verleger. Der Sechzehnjährige sandte 1902 eine Probe seiner dichterischen Erstlinge an sein Vorbild Wilhelm Busch mit der Bitte um Kritik. Der arrivierte Dichter antwortete mit einem gutgemeinten Vierzeiler:
Nicht, wer selbst ein Lautenschläger,

Sondern der Gedichtverleger

Ist der rechte Kritikus,

Nämlich, weil er zahlen muß.
Er habe „inzwischen mit den Gedichtverlegern manchen Strauß ausgefochten, der meist entweder mit meiner rühmlichen Niederlage oder auch meiner ehrenvollen Besiegung endete“, antwortete ihm der hartnäckige junge Mann und fügte wieder eine Auswahl von Gedichten bei. Diesmal erhielt er jedoch keine Replik, sondern nur sein Manuskript zurück.

### Zeitschriftenbeiträge

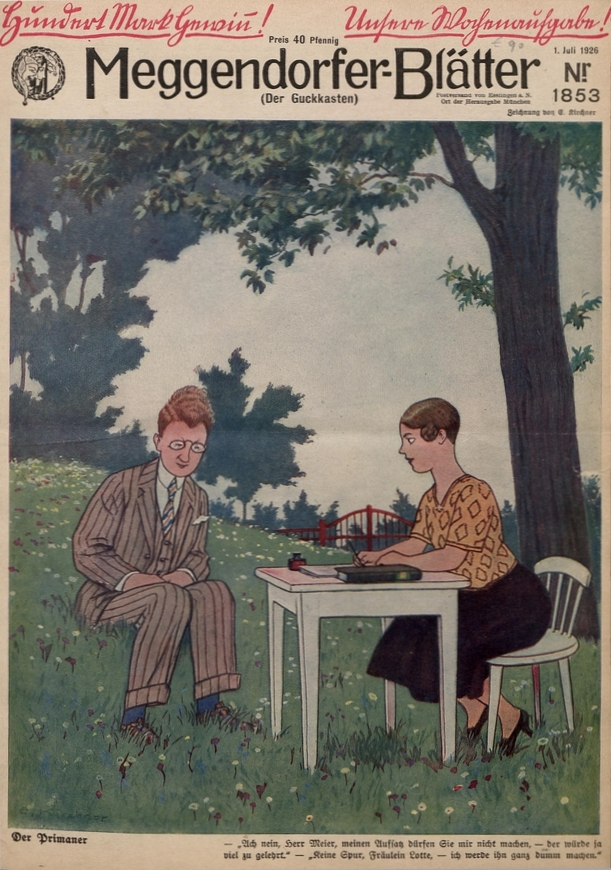
Meggendorfer-Blätter, Titelseite 1926

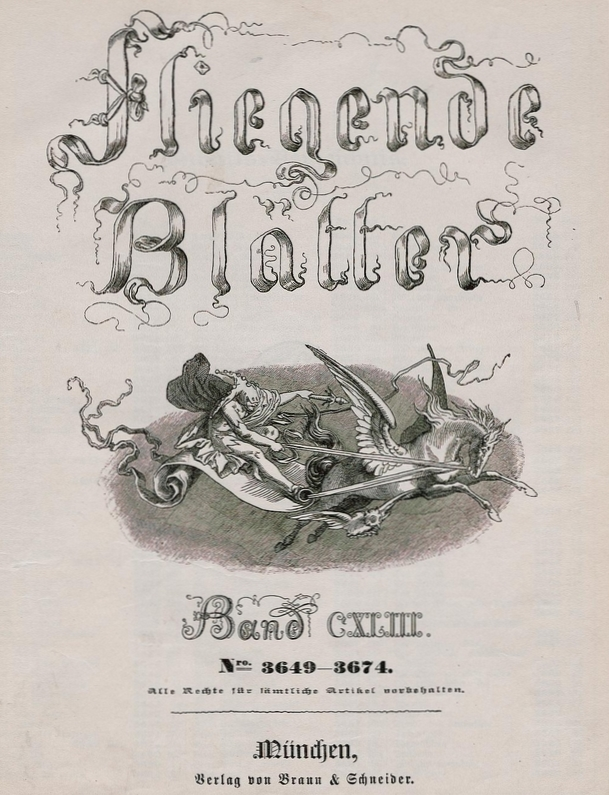
Fliegende Blätter, Titelseite 1915

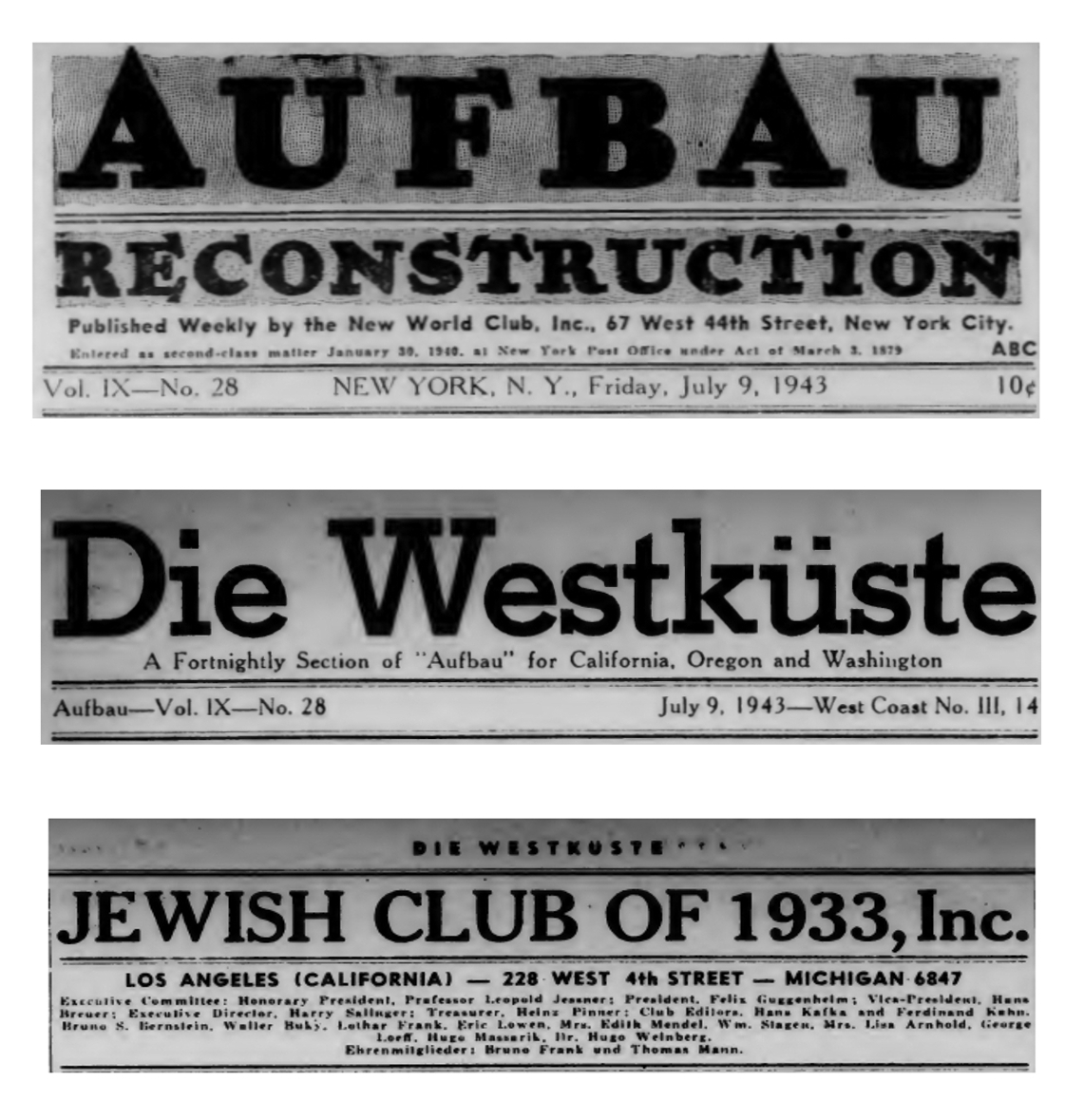
Titelkopf des Aufbau, der Beilage „Die Westküste“ und der Seite des „Jewish Club of 1933“, 1943.

Über ein Jahrzehnt später urteilte Erich Mühsam, Kahn schreibe „massenhaft leicht singbare Kuplets und Operettentexte“. Spätestens seit 1914 fand er in humoristischen Wochenzeitschriften auch Abnehmer für seine übersprudelnde Produktion. Nach Henri Nannen, der Kahn 1933 kennenlernte, verstand er es, seine Dichtkunst auch kommerziell einzusetzen: „Der verdiente damals schon Geld mit Sprüchen für die Werbung wie diesem: »Das Wetter ist mir einerlei, mein Mantel ist von Loden-Frey«“. Von 1914 bis 1918 veröffentlichte Kahn seine Beiträge in den „Meggendorfer-Blättern“, dann bis 1933 in den „Fliegenden Blättern“ und im Exil ab 1941 in der deutschsprachigen Exilzeitschrift „Aufbau“.

#### Meggendorfer-Blätter
Die „Meggendorfer-Blätter. Zeitschrift für Humor und Kunst“ veröffentlichten seit 1914 bis zur Verschmelzung der Zeitschrift mit den „Fliegenden Blättern“ insgesamt mehrere hundert Beiträge von Kahn, in der Regel einige Dutzend jährlich. Die meist humorvollen Gedichte und kleinen Glossen, bisweilen auch in oberbayerischer Mundart, zeichneten sich aus durch gefällige Machart und populäre Themen. In den Kriegsjahren zollte auch er, wie die meisten seiner Schriftstellerkollegen, dem Hurrapatriotismus seinen Tribut, manchmal hart an der Grenze zur Peinlichkeit.
- Online-Ausgabe der Meggendorfer-Blätter: ub.uni-heidelberg.de

#### Fliegende Blätter
1914 und 1921 veröffentlichte Kahn je ein Gedicht in den „Fliegenden Blättern“. 1929 wurden die „Fliegenden Blätter“ mit den „Meggendorfer-Blättern“ vereinigt und hießen nunmehr „Fliegende Blätter und Meggendorfer-Blätter“. Von 1929 bis zur Machtergreifung der Nationalsozialisten 1933 erschienen, oft unter dem Kürzel „F. K.“, 28 Gedichte und Glossen im gleichen Stil, der sich schon in den „Meggendorfer-Blättern“ bewährt hatte.
- Online-Ausgabe der Fliegenden Blätter: ub.uni-heidelberg.de

#### Aufbau
In seiner zweiten Heimat gelang es Kahn nicht, sich als Schriftsteller oder, was sich in Hollywood anbot, als Drehbuchautor zu etablieren. Nach seiner Einwanderung trat er dem „Jewish Club of 1933“ bei, der in der deutschsprachigen Exilzeitschrift Aufbau die Rubrik „Die Westküste“ mit der Unterrubrik „Jewish Club of 1933“ veröffentlichte. 1944 und 1946 wurde er jeweils für zwei Jahre als Member of the Board of Directors (Vorstandsmitglied) des „Jewish Club of 1933“ gewählt und dem Press Committee zugeteilt, das verantwortlich war für die Clubseite im Aufbau.
Einen gewissen Ausgleich für seinen früheren schriftstellerischen „Nebenerwerb“ bot ihm ab 1941 die Mitarbeit beim „Aufbau“. Er begann mit Glossen über die prekäre Erwerbssituation der meisten Einwanderer und munteren Ratgeberartikeln für eine positive Lebensauffassung. Neben kleinen Alltagsglossen schrieb er auch eine Reihe von Artikeln über prominente Persönlichkeiten (Orson Welles, Felix Bressart, Alfred Neumann, André Previn, Carl Rössler, Hansi Share, Sylvester Schäffer). Ab 1943 fungierte er als Clubredakteur und veröffentlichte in dieser Eigenschaft regelmäßig auch Clubnachrichten und Reportagen über Vorträge und Veranstaltungen.
Wenn man einer von Kahns Glossen Glauben schenken darf, wanderte er abends gern von seiner Wohnung am Hollywood Boulevard zu „Schwab’s Pharmacy“ am Sunset Boulevard, dem berühmten Treffpunkt der Filmwelt, um sich dort auf „Dinnerjagd“ zu begeben, das heißt, um sich einen Sitzplatz am Tresen zu ergattern. Er selbst hatte es zwar nicht geschafft, mit Hollywood ins Geschäft zu kommen, 1946 durfte er jedoch erleben, dass sein Ko-Redakteur Hans Kafka die Filmrechte eines Romans an Warner Bros. verkaufte, was Kahn stolz im „Aufbau“ verkündete (der Film wurde, wie so oft in Hollywood, jedoch nie gedreht).
Hinweis:
- Online-Ausgabe des „Aufbau“: archive.org.
- Die Liste enthält die feuilletonistischen Beiträge von Ferdinand Kahn, nicht die von ihm verfassten Clubnachrichten oder Berichte über Vorträge und Veranstaltungen. Liste aller Beiträge von Ferdinand Kahn für den „Aufbau“: Katalog der Deutschen Nationalbibliothek.

| - Eine Spalte sortieren: das Symbol im Spaltenkopf anklicken. - Nach einer weiteren Spalte sortieren: Umschalttaste gedrückt halten und das Symbol anklicken. |

| Sigel       | Jg. | Nr. | Datum              | Seite  | Titel                                                                                |
| ----------- | --- | --- | ------------------ | ------ | ------------------------------------------------------------------------------------ |
| Kahn 1941.1 | 7   | 40  | 3. Oktober 1941    | 12     | Dishwasher.                                                                          |
| Kahn 1941.2 | 7   | 52  | 26. Dezember 1941  | 16–17  | Ihre Hobbies. [Hobbies als Grundlage für einen Brotberuf].                           |
| Kahn 1942.1 | 8   | 4   | 23. Januar 1942    | 15     | Der große Unbekannte. Keine Utopie. [Nutze den Zufall!].                             |
| Kahn 1942.2 | 8   | 6   | 6. Februar 1942    | 16     | Don’t speak German. Ein Telephongespräch. [Gedicht].                                 |
| Kahn 1942.3 | 8   | 8   | 20. Februar 1942   | 17–18  | Freu Dich!                                                                           |
| Kahn 1942.4 | 8   | 20  | 15. Mai 1942       | 17, 19 | Der kleine Horizont. [Zur Ausgangssperre für Emigranten].                            |
| Kahn 1944.1 | 10  | 25  | 23. Juni 1944      | 15     | Erlebnisse im Rundfunk-Studio. Orson Welles bei der Probe.                           |
| Kahn 1944.2 | 10  | 29  | 21. Juli 1944      | 28     | Hand-picked. [Glosse zum Putzfrauenproblem].                                         |
| Kahn 1944.3 | 10  | 37  | 15. September 1944 | 16     | 600 Sekunden mit Felix Bressart.                                                     |
| Kahn 1944.4 | 10  | 41  | 13. Oktober 1944   | 15     | Auf der Dinnerjagd.                                                                  |
| Kahn 1945.1 | 11  | 23  | 8. Juni 1945       | 16–17  | Hansi Share und ihre „MillionenDollarBabeDoll“.                                      |
| Kahn 1945.2 | 11  | 27  | 6. Juli 1945       | 16     | Erinnerung. [Nachruf auf Bruno Frank].                                               |
| Kahn 1946.1 | 12  | 13  | 29. März 1946      | 18     | Geschichte eines Erfolges. [Rezension von Hans Kafka: The Apple Orchard].            |
| Kahn 1947.1 | 13  | 19  | 9. Mai 1947        | 24     | Alfred Neumann liest.                                                                |
| Kahn 1947.2 | 13  | 48  | 28. November 1947  | 21     | Erfolg. [Über André Previn].                                                         |
| Kahn 1948.1 | 14  | 10  | 5. März 1948       | 7      | Roessler-Anekdoten.                                                                  |
| Kahn 1948.2 | 14  | 14  | 2. April 1948      | 17     | Deutsches Theater in Los Angeles. Zur Premiere im Ebell Theater am 11. April.        |
| Kahn 1948.3 | 14  | 52  | 24. Dezember 1948  | 19     | Alles in 10 Minuten. [Besprechung eines Schnellkochbuchs].                           |
| Kahn 1949.1 | 15  | 26  | 1. Juli 1949       | 23     | Ein grosser Artist und ein grosser Mensch. Das wundersame Leben Sylvester Schäffers. |

### Sonstige Werke
- Ludwig Heller; Ferdinand Kahn: Die alten Jünglinge. Lustspiel in 3 Aufzügen. Berlin: Drei Masken-Verlag, 1919.
- Ferdinand Kahn; Hans Bötticher (= Joachim Ringelnatz); Franziska Schenkel (Illustration): Was Topf und Pfann’ erzählen kann. Ein lustiges Märchen mit Bildern von Franziska Schenkel, Dichtung von F. Kahn und H. Bötticher. Fürth in Bayern: G. Löwensohn, 1910. Neuauflage 1925.[49]
- Ferdinand Kahn: Entlehnungen im Sinne des Gesetzes betreffend das Urheberrecht an Werken der Literatur und der Tonkunst vom 19. Juni 1901 mit Berücksichtigung des Gesetzes vom 22. Mai 1910. Aschersleben: Haller, 1911, Universität Erlangen, Dissertation, 1912.

## Mitgliedschaften
- ab 1940 (?): Jewish Club of 1933.